# Paulo Egídio Martins
Paulo Egídio Martins (São Paulo, 2 de maio de 1928 – São Paulo, 12 de fevereiro de 2021) foi um empresário e político brasileiro filiado ao Partido da Social Democracia Brasileira (PSDB). Foi governador do estado de São Paulo entre 1975 e 1979, durante o período da ditadura militar brasileira.

## Biografia
Filho de Paulo César Gomes Martins e de Júlia Machado, formou-se pela Escola Nacional de Engenharia da Universidade do Brasil (atual UFRJ), no Rio de Janeiro, em 1951. Foi superintendente do Departamento de Engenharia e depois, gerente geral da Byington & Cia.

## Carreira política

### Ministro da Indústria e Comércio
Iniciou sua carreira política no período da Ditadura militar brasileira, quando foi ministro da Indústria e Comércio do governo do presidente Humberto Castelo Branco. Era grande acionista do Banco Comind e na época de sua morte era diretor-presidente da Itaucorp S/A.

### Governador de São Paulo (1975 - 1979

Paulo Egídio Martins quando ocupava a pasta da Indústria e Comércio

Paulo Egídio foi o 49º. Governador do estado de São Paulo, durante a Ditadura militar brasileira. Foi eleito indiretamente durante o governo de Ernesto Geisel, pelo então colégio eleitoral da Assembleia Legislativa.
À época filiado à Aliança Renovadora Nacional (ARENA), enfrentou logo no início de sua gestão as epidemias de meningite meningocócica e das primeiras pandemias de encefalite no estado, incluindo a Grande São Paulo e o Litoral Sul.
Em seu governo, o jornalista Vladimir Herzog, diretor de jornalismo da TV Cultura, canal de televisão da Fundação Padre Anchieta, vinculada ao estado paulista, foi torturado e assassinado nas dependendências do DOI-CODI, em 1975. Outro episódio notório, ocorrido do DOI-CODI, foi o assassinato de Manoel Fiel Filho. Seu secretário de Cultura, José Mindlin, afastou-se do governo pouco tempo depois desse episódio. A violenta repressão da manifestação estudantil na PUC, em 1977, sob as ordens do coronel Erasmo Dias, também foi outro episódio autoritário que ocorreu durante o seu governo.
Durante seu governo, Paulo Egídio inaugurou obras viárias importantes, como a Rodovia dos Bandeirantes e a pista ascendente da Rodovia dos Imigrantes. Paulo Egídio também foi responsável pela assinatura do acordo entre o Ministério da Aeronáutica e o governo do estado em 4 de maio de 1976, que mais tarde ergueria o Aeroporto Internacional de São Paulo-Guarulhos, na década de 1980.
Na área de saneamento básico, Paulo Egídio realizou o maior plano de saneamento básico do país de até então: através da Sabesp, dobrou a capacidade de tratamento de água na região metropolitana de São Paulo, aumentando a cobertura de atendimento de água em regiões onde o serviço ainda não estava disponível e diminuiu a mortalidade infantil. Paulo Egídio também estimulou a Sabesp a aumentar a quantidade de municípios do interior e litoral atendidos pela empresa em serviços de água e esgotos, garantindo maiores padrões de qualidade à população e a garantia de um melhor atendimento ambiental para estes municípios, muitos deles carentes. Uma frase marcante foi "Minha maior obra será enterrada e o povo não se lembrará".[carece de fontes?]
Na área da saúde, Paulo Egídio construiu, no conjunto do Hospital das Clínicas da USP, o prédio dos ambulatórios, o Instituto do Coração e o Instituto da Criança do Hospital das Clínicas da FMUSP, bem como 67 laboratórios de pesquisa. Construiu o Hospital Universitário da Universidade de São Paulo e o Hospital das Clínicas de Ribeirão Preto.
Na área de educação, inaugurou a Universidade Estadual Paulista (UNESP).
Não conseguiu emplacar seu candidato, o prefeito Olavo Setúbal, para a sucessão no governo estadual. Acabou transmitindo o cargo para Paulo Maluf.
Tendo integrado a ARENA, o PP e o PMDB, encontrava-se filiado ao PSDB desde 2005. Lançou, em 2007, sua autobiografia, intitulada Paulo Egydio Conta e editada pela Fundação Getúlio Vargas, com base nos depoimentos dados ao Centro de Documentação da mesma instituição.
Paulo Egídio reformou e renomeou o Rodoviária de São Carlos que leva o seu nome, a rodovia que liga Rodovia Dutra a Campos do Jordão,[carece de fontes?] construiu a rodovia que sai da estrada Velha Campos do Jordão / S.J. dos Campos ao Sul de Minas, passando por São Bento do Sapucaí, construiu o Auditório Claudio Santoro, (A empresa responsável foi a CONSTRUBASE) em Campos do Jordão.[carece de fontes?]